# Gundula Janowitz
Gundula Janowitz (* 2. srpna 1937, Berlín) je rakouská lyrická sopranistka, která vystupovala v operách, oratoriích a na koncertech a recitálech. Je jednou z nejznámějších operních pěvkyň 20. století, těžiště její kariéry bylo v šedesátých a sedmdesátých letech 20. století.

## Kariéra
Narodila se v Berlíně, ale vyrostla v rakouském Štýrském Hradci, kde také získala rakouské občanství. Studovala na konzervatoři ve Štýrském Hradci. Koncem padesátých let začala zpívat v předních inscenacích (1960 Haydnovo Stvoření, které dirigoval Herbert von Karajan). V roce 1959 ji Karajan obsadil jako Barbarinu v Mozartově opeře Figarova svatba ve Vídeňské státní opeře. Janowitz se stala stálou členkou souboru tohoto divadla v roce 1962. V šedesátých a sedmdesátých letech se stala jednou z nejpopulárnějších zpěvaček ve svém oboru na mezinárodní úrovni a vytvořila komplexní diskografii děl od děl Johanna Sebastiana Bacha po Richarda Strausse ve spolupráci s nejvýznamnějšími dirigenty (Herbert von Karajan, Otto Klemperer, Eugen Jochum, Leonard Bernstein, Rafael Kubelík, Karl Böhm, Georg Solti, Carlos Kleiber, atd.)
Janowitz se věnovala také písňovým recitálům, se kterými vystoupila několikrát na Salcburském festivalu. Vedle své pěvecké kariéry se věnovala i pedagogické činnosti. V roce 1990 se dočasně ujala i funkce ředitelky opery ve Štýrském Hradci.
V roce 1978 získala cenu Josepha Marxe – Štýrskou zemskou hudební cenu. V roce 1969 získala čestný titul komorní pěvkyně (Kammersängerin) ve Vídni, a v roce 1974 stejný titul v Berlíně.
Vystupovala na mnoha velkých světových scénách, včetně Glyndebourne Festival Opera, Hudební slavnosti v Bayreuthu, na Salcburském festivalu, v Metropolitní opeře v New Yorku, v Pařížské opeře a v Royal Opera House. V roce 1980 zpívala roli hraběnky v dnes již legendární nahrávce opery Figarova svatba s dirigentem Georgem Soltim, režie Giorgio Strehler, scéna Ezio Frigerio.
Její nahrávka Schubertových písní pro ženský hlas byla dvakrát oceněna cenou Deutscher Schallplattenpreis.
Její rozloučení s operní scénou proběhlo 18. května 1990 ve Vídeňské státní opeře, kde vystoupila v titulní roli Straussovy opery Ariadna na Naxu (dirigent Heinrich Hollreiser, režie a scéna Filippo Sanjust). Na písňových recitálech vystupovala až do roku 1997, kdy definitivně ukončila svou kariéru. Je čestnou členkou Vídeňské státní opery a Akademie múzických umění ve Štýrském Hradci. V roce 2000 jí bylo uděleno čestné členství Royal Academy of Music v Londýně.

## Vyznamenání
- Čestný kříž Za vědu a umění I. třídy (1999, Rakousko)[1]

## Nahrávky
- 1973 Carl Maria von Weber: Čarostřelec (Der Freischütz), dirigent Carlos Kleiber, Lipský rozhlasový sbor a Staatskapelle Dresden, zpívají: Max (Peter Schreier), Kašpar (Theo Adam), Agáta (Gundula Janowitz), Anička (Edith Mathis), Kilián (Günther Leib), Kuno (Siegfried Vogel), Otokar (Bernd Weikl)[2].
- 1964 Wolfgang Amadeus Mozart: Kouzelná flétna (Die Zauberflöte), dirigent Otto Klemperer, Philharmonia Orchestra & Chorus. zpívají:Tamino (Nicolai Gedda), Pamina (Gundula Janowitz), Papageno (Walter Berry), Královna noci (Lucia Popp), Sarastro (Gottlob Frick), mluvčí (Franz Crass), první dáma (Elisabeth Schwarzkopf), druhá dáma (Christa Ludwig), třetí dáma: (Marga Höffgen), a další. nahrávka EMI.[3]